# Albeřická jeskyně
Albeřická jeskyně (též Hornoalbeřická jeskyně) je jednou z jeskyní u Horních Albeřic v Krkonoších. Spolu s Krakonošovou jeskyní a devíti bývalými vápencovými lomy byla tato jeskyně součástí přírodní památky Albeřické lomy, která byla vyhlášena v roce 1986 ONV v Trutnově a správou Krkonošského národního parku byla zrušena v listopadu 2008. Důvodem zrušení přírodní památky byla skutečnost, že Albeřické lomy se nacházejí v oblasti 1. a 2. zóny Krkonošského národního parku, čímž je ochrana dostatečně zajištěna.

## Charakteristika území
Albeřická jeskyně se nachází v nejrozsáhlejší krasové oblasti v Krkonoších a s délkou kolem 590 m je zároveň také nejdelší jeskyní Krkonošského národního parku. Vstup do jeskyně je v Bischofově lomu a její součástí je největší podzemní jezero v ČR.
K objevení vchodu došlo při těžbě v roce 1887, ale prozkoumána byla až později. Od roku 1968 zde probíhá průzkum, přičemž se doposud podařilo zdokumentovat čtyři patra. Nejmohutnější je střední patro, kde se nacházejí dómy pospojované chodbami. Svrchní patro tvoří systém komínů a plazivek ústících do dómu. Ve spodním patře se nacházejí podzemní jezera, která navazují na trvale zatopené čtvrté patro. Jejich hloubka dosahuje až 20 metrů. Čtvrté patro dosud nebylo zcela prozkoumáno. Je jisté, že se zde nacházejí dna Závěrového jezírka i Mramorové propasti, ale zatopené chodby pokračují dál směrem do Polska. Při průzkumu jeskyně v roce 2019 se díky několikaměsíčnímu čerpání vody dvanácti čerpadly podařilo snížit vodní hladinu podzemních jezer o 17 metrů a díky tomu byly objeveny nové prostory a dříve uváděná délka jeskyně 250 m se tak navýšila o dalších 340 m. Speleolog Radko Tásler to označil z hlediska speleologie za „největší objev v Krkonoších všech dob a největší objev v Česku v roce 2019.“ s tím, že dosud není vše zmapováno, a délka tak pravděpodobně ještě vzroste.
Jeskyně se vytvořila v úzkém pruhu metamorfovaných vápenců (mramory rýchorského krystalinika). Výzdoba je většinou chudá a jedná se o odumřelou sintrovou výzdobu. Barevné krápníky se nachází v západní části jeskyně, která je ovšem špatně přístupná. Nacházejí se zde stalaktity i stalagnáty o maximální délce 25 centimetrů, stalagmity se objevují pouze výjimečně. V zimě se při vstupu tvoří ledová výzdoba.
Jeskyně slouží také jako zimoviště řady netopýrů. Těmi nejčastějšími jsou netopýr vodní, netopýr velký a vrápenec malý.

## Přístup
Kolem Bischofova lomu vede červená turistická značka, zv. Cesta bratří Čapků. Vlastní jeskyně je nepřístupná.

## Galerie

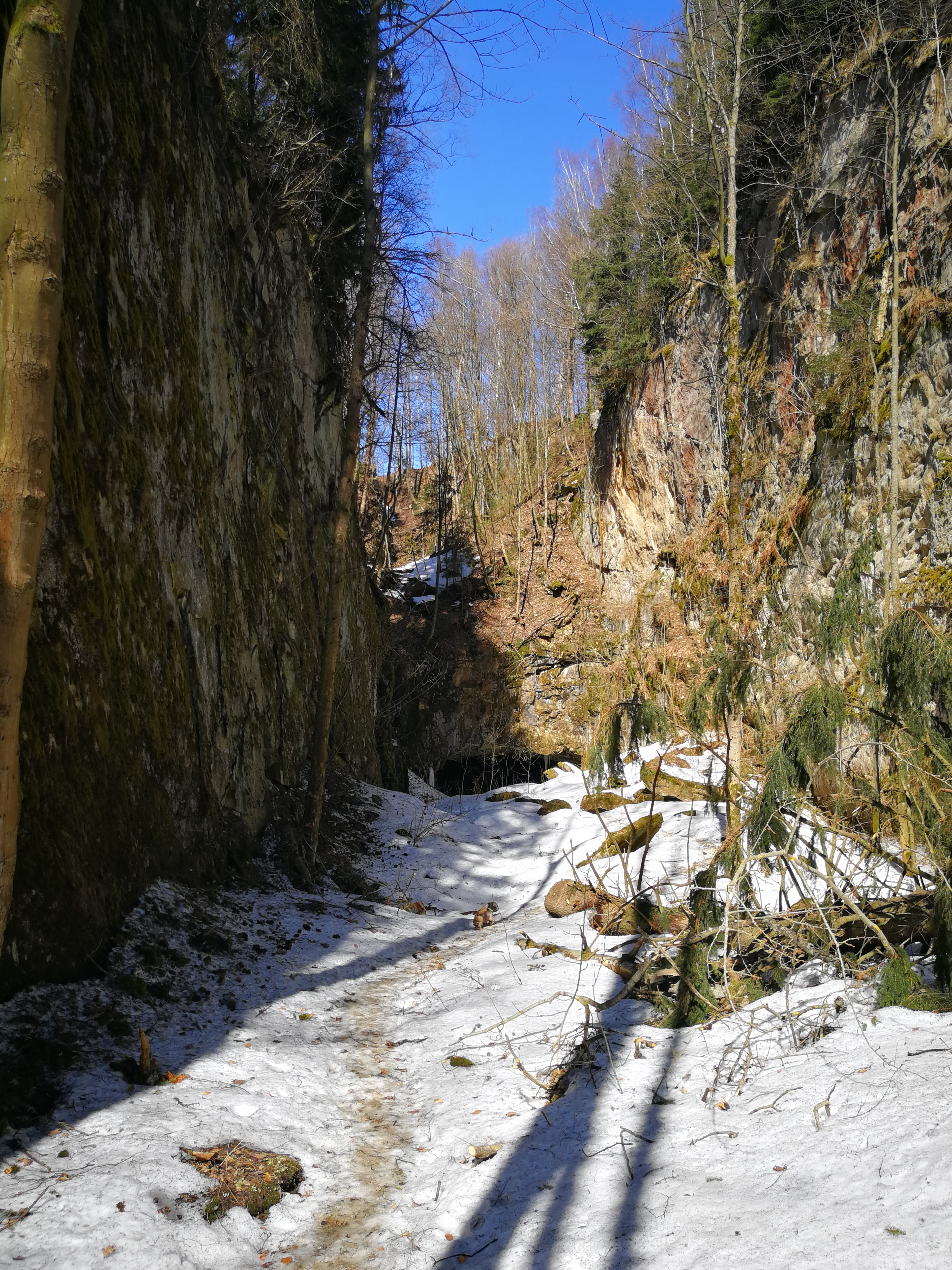
Přístup k jeskyni
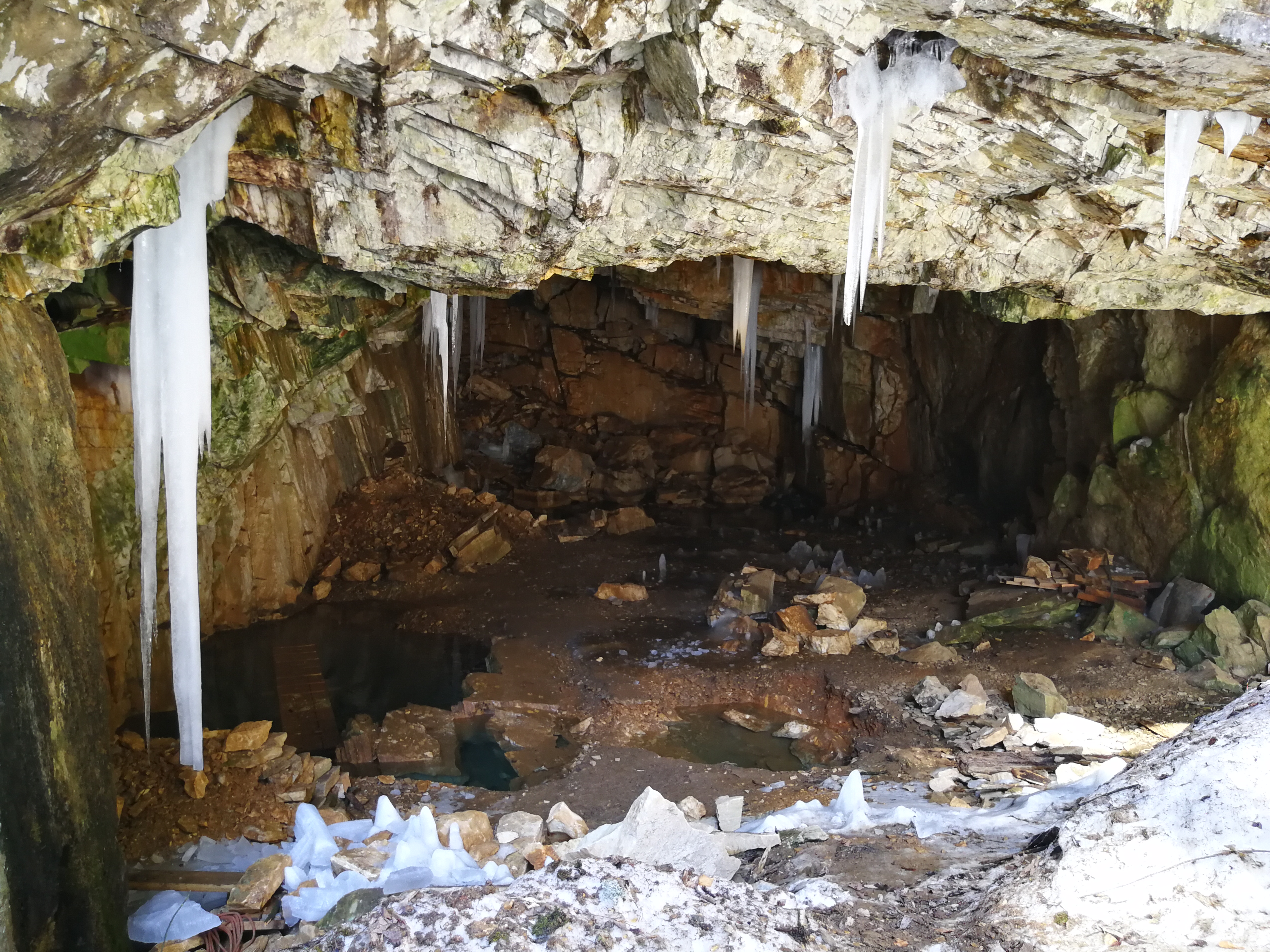
Vstupní komora
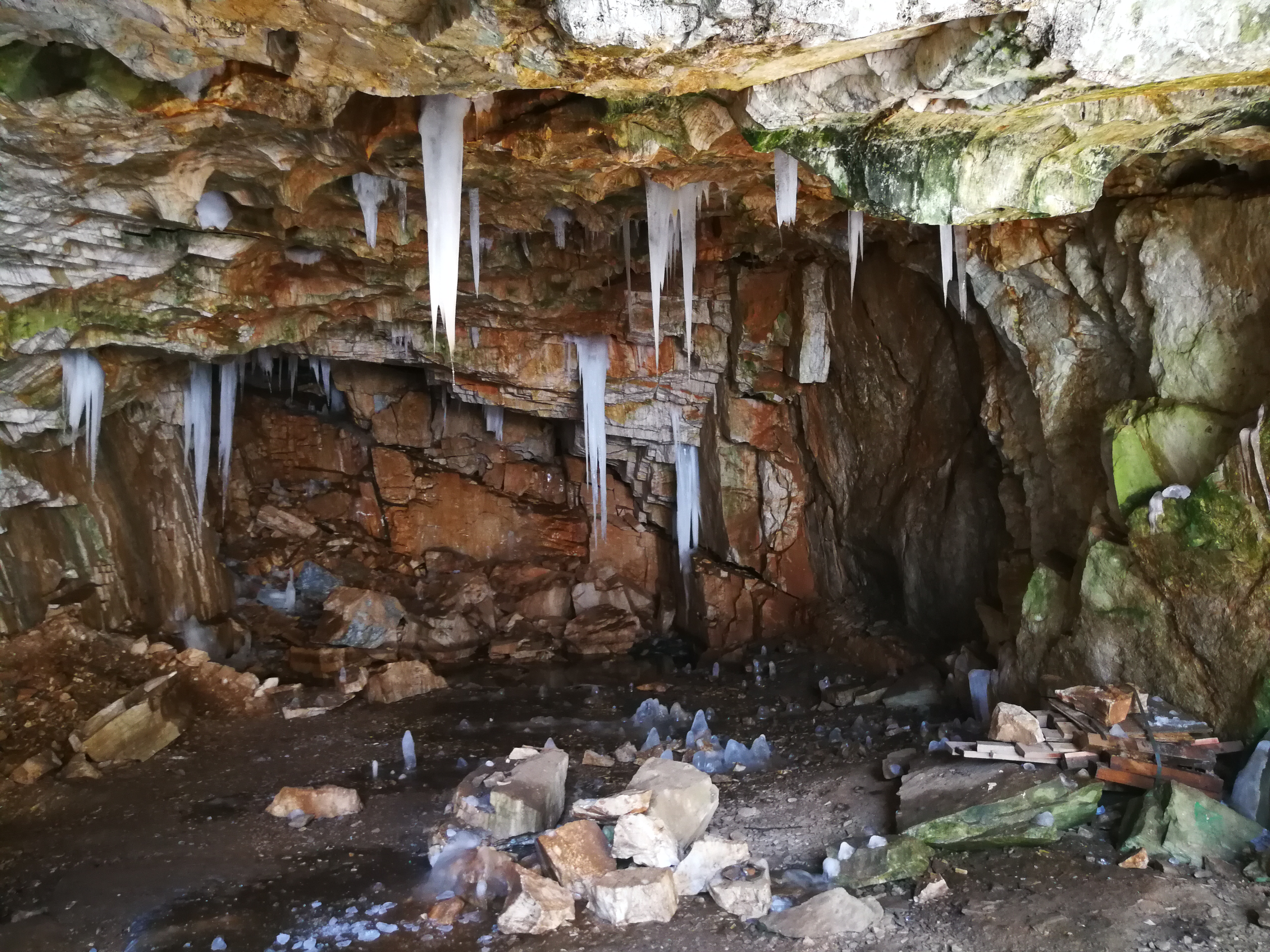
Krápníky ve vstupní komoře
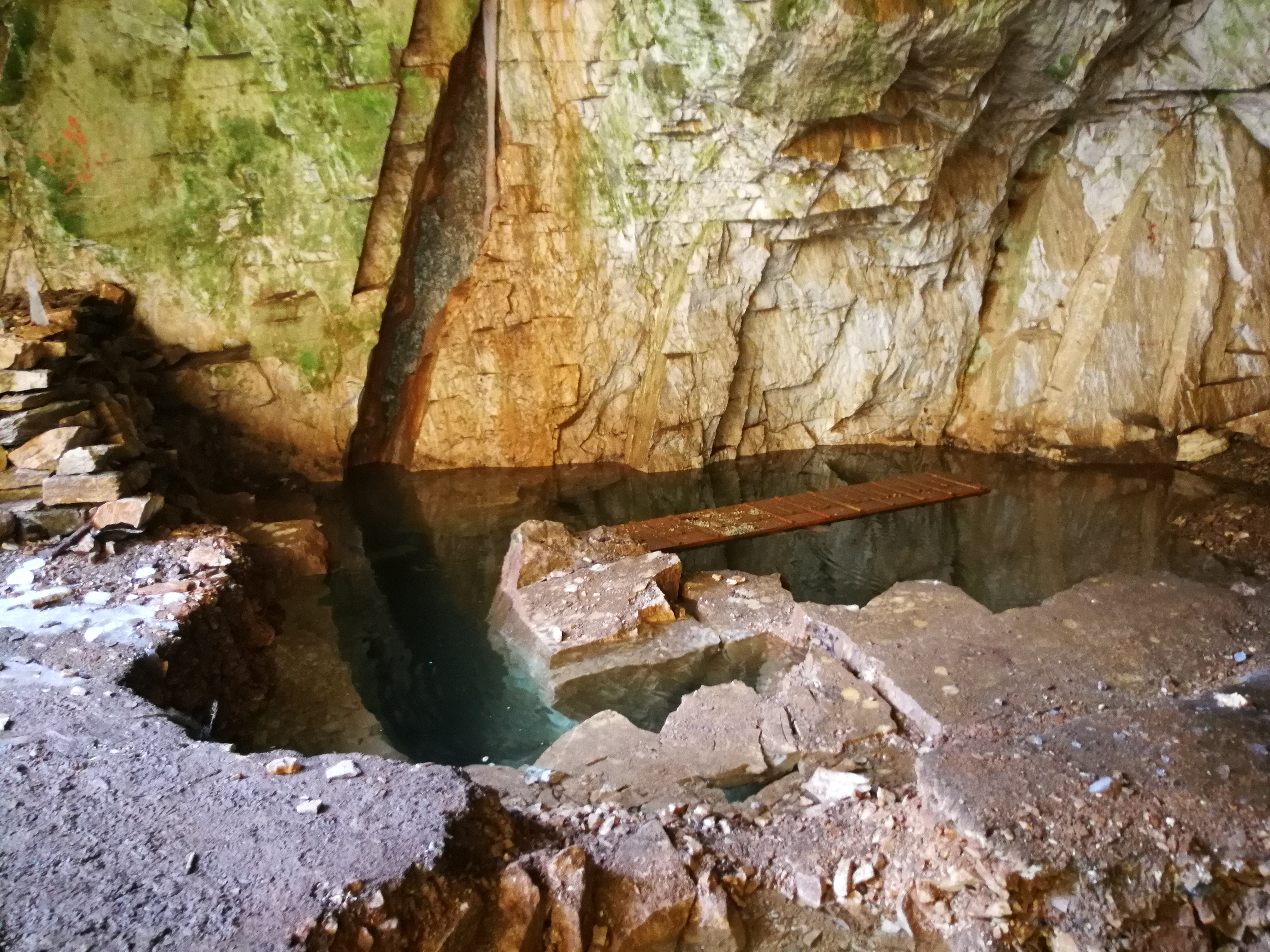
Zatopená část
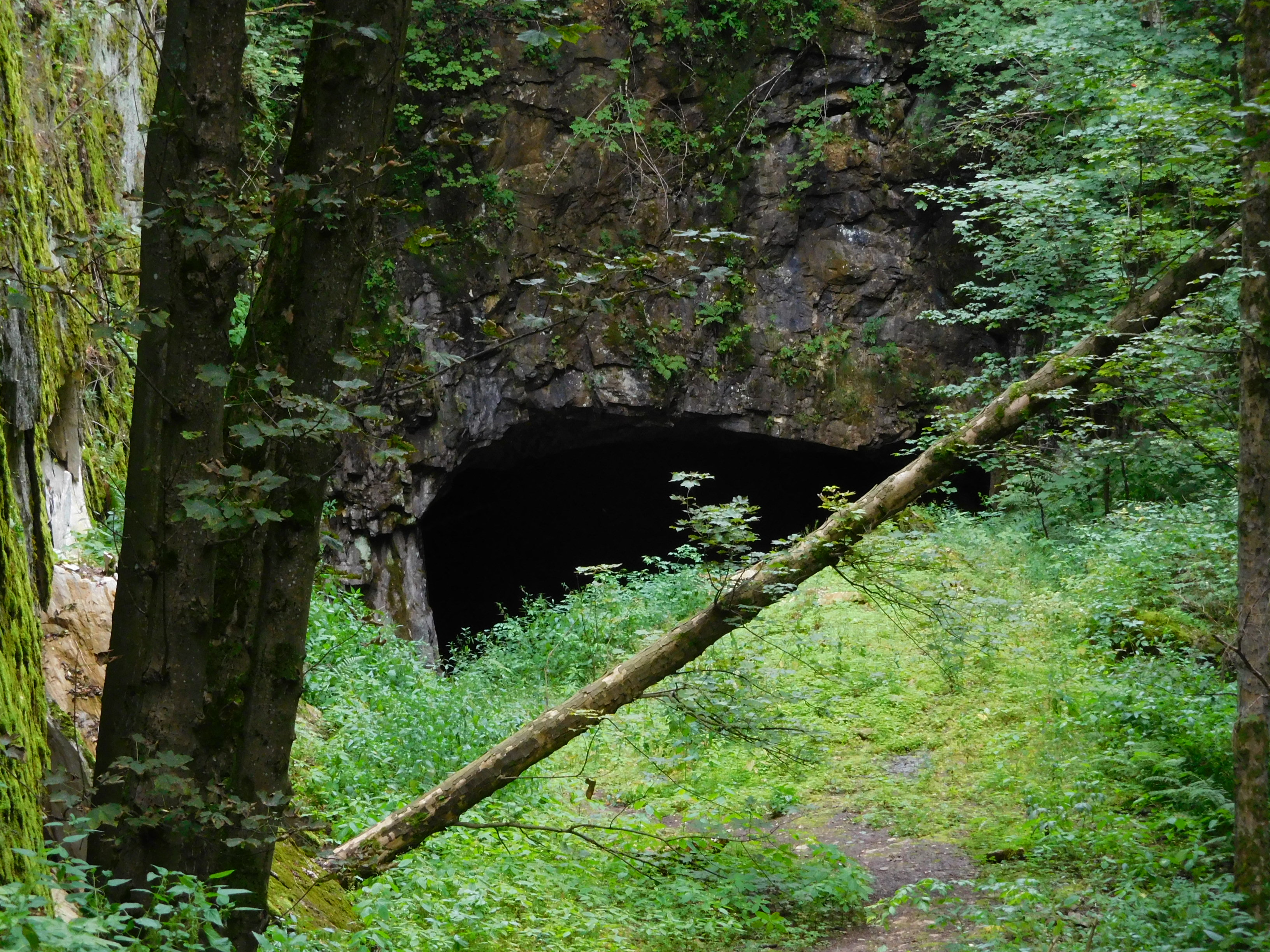
Vstup do jeskyně v létě